# 青葉 (相模原市)
青葉（あおば）は、神奈川県相模原市中央区の町名。現行行政地名は青葉一丁目から青葉三丁目。住居表示実施済区域。

## 地理
中央区の南部に位置し、西に緑が丘、北に並木、北東に弥栄、東に松が丘、南に南区大野台と接している。

### 地価
住宅地の地価は、2023年（令和5年）1月1日の公示地価によれば、青葉1-11-27の地点で13万7000円/m2となっている。

## 世帯数と人口
2020年（令和2年）10月1日現在（国勢調査）の世帯数と人口（総務省調べ）は以下の通りである。
| 丁目       | 世帯数    | 人口    |
| ---------- | --------- | ------- |
| 青葉一丁目 | 614世帯   | 1,461人 |
| 青葉二丁目 | 187世帯   | 462人   |
| 青葉三丁目 | 310世帯   | 849人   |
| 計         | 1,111世帯 | 2,772人 |

### 人口の変遷
国勢調査による人口の推移。
| 年                 | 人口  |
| ------------------ | ----- |
| 1995年（平成7年）  | 2,857 |
| 2000年（平成12年） | 2,941 |
| 2005年（平成17年） | 2,793 |
| 2010年（平成22年） | 2,916 |
| 2015年（平成27年） | 2,870 |
| 2020年（令和2年）  | 2,772 |

### 世帯数の変遷
国勢調査による世帯数の推移。
| 年                 | 世帯数 |
| ------------------ | ------ |
| 1995年（平成7年）  | 950    |
| 2000年（平成12年） | 1,008  |
| 2005年（平成17年） | 1,028  |
| 2010年（平成22年） | 1,120  |
| 2015年（平成27年） | 1,093  |
| 2020年（令和2年）  | 1,111  |

## 学区
市立小・中学校に通う場合、学区は以下の通りとなる（2025年4月時点）。
| 丁目       | 番・番地等 | 小学校                 | 中学校                 |
| ---------- | ---------- | ---------------------- | ---------------------- |
| 青葉一丁目 | 全域       | 相模原市立並木小学校   | 相模原市立弥栄中学校   |
| 青葉二丁目 | 全域       | 相模原市立光が丘小学校 | 相模原市立緑が丘中学校 |
| 青葉三丁目 | 全域       | 相模原市立光が丘小学校 | 相模原市立緑が丘中学校 |

- 全域で指定変更許可区域である。

## 事業所
2021年（令和3年）現在の経済センサス調査による事業所数と従業員数は以下の通りである。
| 丁目       | 事業所数 | 従業員数 |
| ---------- | -------- | -------- |
| 青葉一丁目 | 50事業所 | 213人    |
| 青葉二丁目 | 17事業所 | 213人    |
| 青葉三丁目 | 23事業所 | 216人    |
| 計         | 90事業所 | 642人    |

### 事業者数の変遷
経済センサスによる事業所数の推移。
| 年                 | 事業者数 |
| ------------------ | -------- |
| 2016年（平成28年） | 87       |
| 2021年（令和3年）  | 90       |

### 従業員数の変遷
経済センサスによる従業員数の推移。
| 年                 | 従業員数 |
| ------------------ | -------- |
| 2016年（平成28年） | 618      |
| 2021年（令和3年）  | 642      |

## 施設
- 和泉短期大学

## その他

### 日本郵便
- 郵便番号 : 252-0224[3]（集配局 : 相模原郵便局[15]）。